# Hladýš pruský
Hladýš pruský (Laserpitium prutenicum) je téměř metr vysoká, bíle kvetoucí bylina, jeden ze tří druhů rodů hladýš z čeledi miříkovitých rostoucí v České republice.

## Rozšíření
Tento druh vyrůstá v poměrně rozsáhlém evropském areálu který se táhne od Portugalska na západě až po střední Rusko na východě, jižní hranici tvoří sever Itálie a Bulharska a ze severu je ohraničen státy Pobaltí. Preferuje světlá, mírně vlhká, humusem zásobená místa s vápenatým podložím. Je často k vidění na slatinných a rašelinných loukách, občas i v křovinách, na okrajích lesů nebo jejich pasekách v místech s dostatkem světla.
V České republice je koncentrován v severní části Středních Čech, v okolí Blatné a v Pošumaví, na Moravě v Oderské nížině, Hornomoravském úvalu a v okolí Hodonína. Na Slovensku je hojný v blízkém Záhoří. Roste od nížin až do podhůří do cca 730  m n. m. Často bývá společně s bezkolencem rákosovitým a bezkolencem modrým součásti bylinného patra v rostlinném společenstvu svazu Aceri tatarici-Quercion.

## Popis
Nápadná rostlina s lodyhou vysokou 30 až 100 cm která vyrůstá z nevětveného oddenku. Lodyha je podélně rozbrázděna, plná, přímá, málo větvená a v dolní části obvykle štětinatě chlupatá. Její šedozelené, shora lysé listy vyrůstající z přitisklých pochev jsou až 30 cm dlouhé, v obrysu trojúhelníkovité nebo vejčité a dvakrát nebo třikrát peřenosečné. Lístky posledního řádu jsou do hloubky peřenodílné, jejich kopinaté úkrojky s bílou špičkou bývají dlouhé 1 až 2,5 cm, široké 2 až 10 mm a ze spodní strany jemně pýřité. Listy v horní části lodyhy jsou podstatně menší.
Složené, poměrně velké okolíky jsou ploché a bývají složeny z 10 až 20 okolíčků, jejích obaly i obalíčky jsou z četných, vejčitých až kopinatých, po obvodě bělomázdřitých listenů. Proterandrické pětičetné květy s nepatrným kalichem mají korunu se žlutavě bílými lístky 1 až 1,5 mm dlouhými které po uschnutí sežloutnou. Opylují se pylem přineseným hmyzem nebo se z květů čnící blizny mohou dotknout prašníků sousedních květů. Vykvétají v červenci až září. Ploidie je 2n = 22.
Plody jsou žlutohnědé, štětinatě chlupaté dvounažky 3 až 5 mm široké v obrysu široce eliptického tvaru, mající na vrcholu stopu po pětičetném kalichu. Merikarpium má 4 křídlovitě rozšířená bělavá žebra asi 1 mm vysoká. Je to rostlina dvou nebo víceletá, během svého života však vykvete zpravidla jen jednou a následně usychá.

## Taxonomie
Hladýš pruský se dělí do dvou poddruhů, v ČR se vyskytuje pouze nominální subspecie.
- hladýš pruský pravý (Laserpitium prutenicum L. subsp. prutenicum)
- hladýš pruský Dufourův (Laserpitium prutenicum L. subsp. dufourianum) (Rouy & E. G. Camus) Braun-Blanq.[5][6]

## Ohrožení
Roztroušeně až vzácně rostoucí druh přičemž řada jeho lokalit v nedávné minulosti zanikla. Podle vyhlášky Ministerstva životního prostředí ČR č. 395/1992 Sb. ve znění vyhl. č. 175/2006 Sb. je chráněn podle §2 (druh silně ohrožený), v Červeném seznamu cévnatých rostlin České republiky z roku 2012 je řazen do skupiny C3 (druh ohrožený).

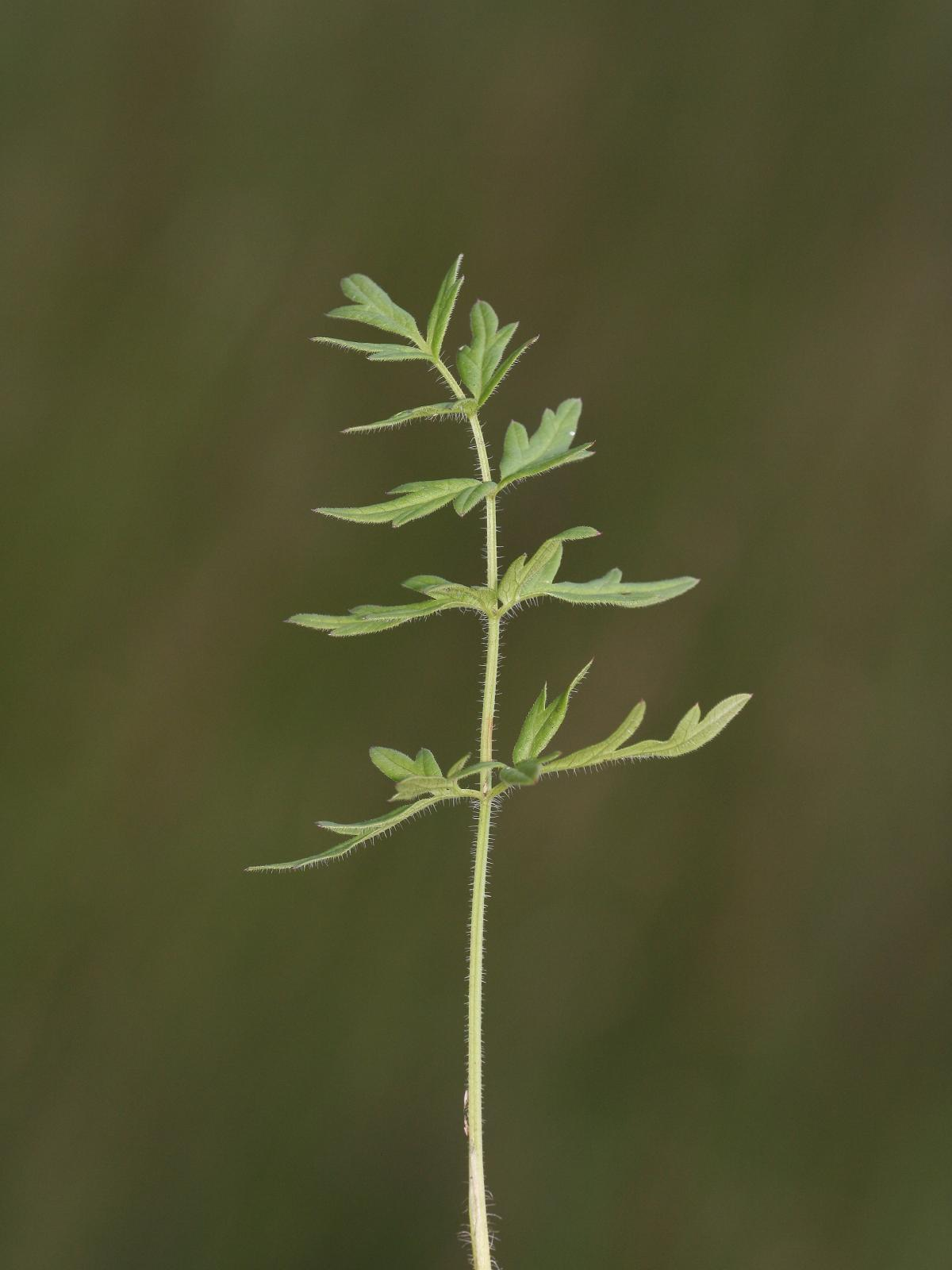
List hladýše pruského
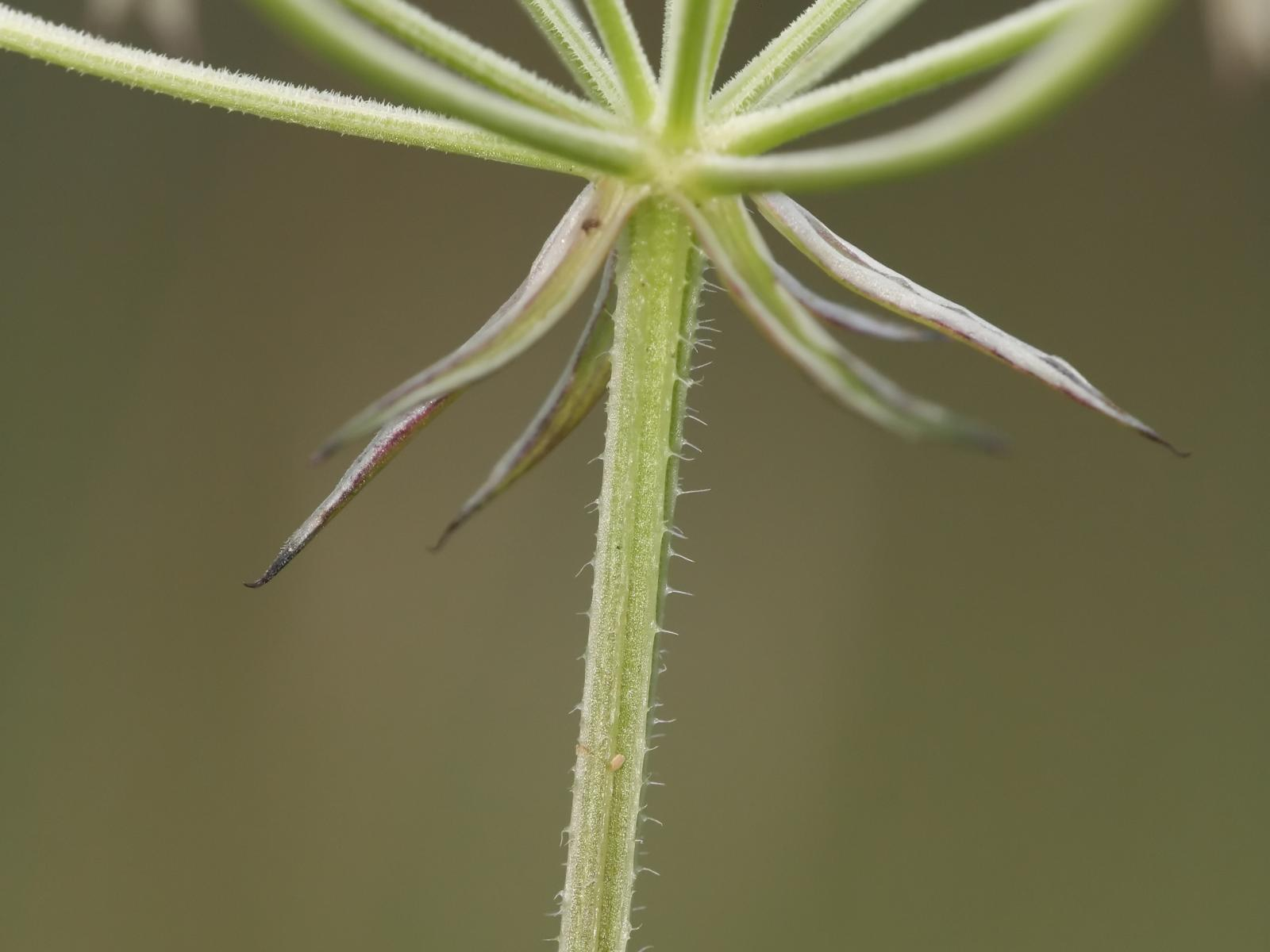
Detail listenů obalu pod okolíkem
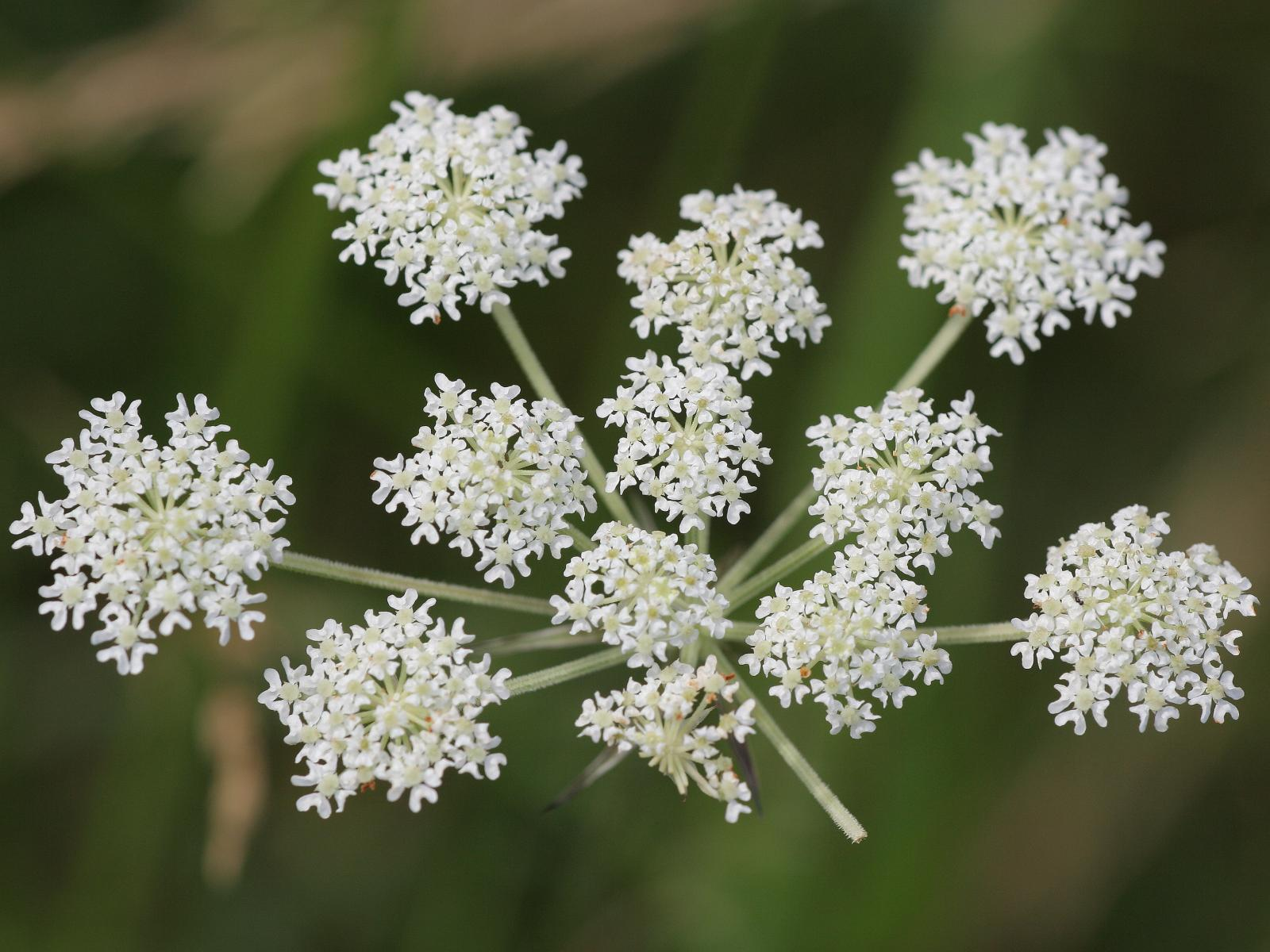
Květenství